# Georges Bavaud
Georges Bavaud (* 1923; † 25. Juni 2007 in Freiburg im Üechtland) war ein Schweizer römisch-katholischer Priester, Theologe, Dogmatiker und Ökumeniker.

## Leben
Georges Bavaud war Professor für Dogmatik an der Universität Freiburg (Schweiz) und Spezialist für ökumenische Beziehungen.
1993 wurde er emeritiert. Er war 1964 Mitbegründer des Instituts für Ökumenische Studien an der Universität Freiburg und dort bis zu seinem Tod tätig.
Er war Domherr der Kathedrale Sankt Nikolaus in Freiburg.
Bavaud galt als kompetenter und geschätzter Dialogpartner im Bereich der Ökumene. Er schätzte die Gedanken und ökumenischen Standpunkte von Paul Couturier und Maurice Villain sowie von Augustin Kardinal Bea.

## Schriften (Auswahl)
- Le réformateur Pierre Viret. 1511–1571. Sa Théologie (= Histoire et Société. Bd. 10). Labor & Fides, Genf 1986, ISBN 2-8309-0066-9.
- mit Robert Pannet und Bertrand de Margerie: Dictionnaire marial. C.L.D., Chambray 1991, ISBN 2-85443-217-7.
- L’expérience du Synode 72. In: Urs Altermatt (Hrsg.): Schweizer Katholizismus im Umbruch 1945–1990 (= Religion, Politik, Gesellschaft in der Schweiz. Bd. 7). Universitäts-Verlag, Freiburg (Schweiz) 1993, ISBN 3-7278-0826-8, S. 307–323.